# Pentapedilum kribiense
Pentapedilum kribiense är en tvåvingeart som beskrevs av Jean-Jacques Kieffer 1923. Pentapedilum kribiense ingår i släktet Pentapedilum och familjen fjädermyggor. Inga underarter finns listade i Catalogue of Life.